# Klaus Jensen (Politiker, 1958)

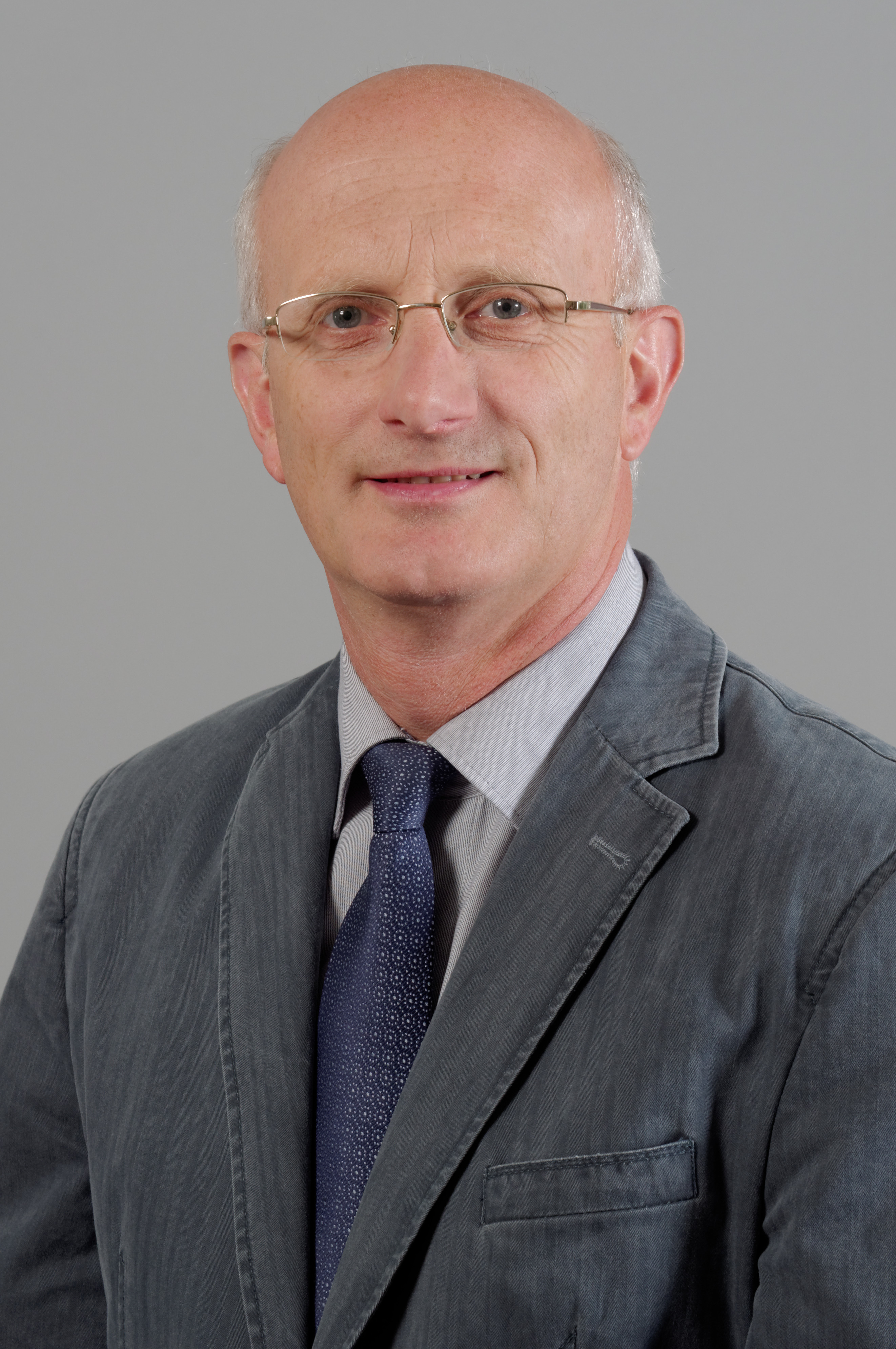
Klaus Jensen (2013)

Klaus Jensen (* 16. Oktober 1958 auf Pellworm) ist ein deutscher Politiker (CDU) und Agraringenieur. Er war von 2012 bis 2022 Abgeordneter im Landtag von Schleswig-Holstein. 

## Ausbildung und Beruf
Klaus Jensen besuchte 1965 bis 1974 die Grund- und Realschule auf der Insel Pellworm, ging anschließend auf ein Gymnasium nach Husum und verließ dies 1978 mit dem Abitur. Nach einem Jahr Grundwehrdienst bei der Bundeswehr studierte er Agrarwissenschaften an der Fachhochschule Rendsburg und schloss das Studium 1984 als Diplom-Agraringenieur ab. Von 1984 bis 1991 war er für die Landwirtschaftskammer Schleswig-Holstein als Wirtschaftsberater tätig, machte sich aber ab 1989 daneben als Gastronom im Familienbetrieb auf Pellworm selbständig.
Klaus Jensen ist verheiratet und hat drei Kinder. Jensen ist evangelischer Konfession.

## Ehrenamtliche Politik
Jensen hatte von 1994 bis 2013 einen Sitz in der Gemeindevertretung von Pellworm inne. Von 2005 bis 2013 war er dort auch Bürgermeister sowie Amtsvorsteher des Amtes Pellworm. Zusätzlich gehörte er von 1998 bis 2012 dem Kreistag des Kreises Nordfriesland an. Von 2005 bis 2013 war er Mitglied im Schleswig-Holsteinischen Gemeindetag Nordfrieslands und hatte dort seit 2008 den Vorsitz inne.
Seit dem 1. November 2014 ist Klaus Jensen stellvertretender Kreisvorsitzender der CDU Nordfriesland.

## Abgeordneter
Bei der Landtagswahl in Schleswig-Holstein 2012 errang er ein Direktmandat im Landtagswahlkreis Husum mit 39,6 % der Erststimmen und zog so in den Schleswig-Holsteinischen Landtag ein.
In der 18. Wahlperiode war Jensen Erster Schriftführer im Landtag, Mitglied des Umwelt- und Agrarausschusses sowie des Petitionsausschusses und stellv. Mitglied im Europaausschuss. 
Bei der Landtagswahl 2017 zog Klaus Jensen mit 41,3 Prozent der Erststimmen als direkt gewählter Abgeordneter des Wahlkreises Nordfriesland-Süd für die 19. Wahlperiode erneut in den Landtag ein. In der 19. Wahlperiode war Jensen Mitglied im Umwelt- und Agrarausschuss sowie im Wirtschaftsausschuss, er war zudem stellvertretendes Mitglied des Petitionsausschusses. Er war der fischerei- und tourismuspolitische Sprecher der CDU-Fraktion.
Er war Mitglied im Beirat Niederdeutsch. 
Bei der Landtagswahl 2022 trat er nicht mehr an.

## Weitere Ehrenämter
Von 1996 bis 2018 war Jensen im Vorstand des Wasserverbandes Nord. Seit 2006 ist er Mitglied im Beirat integriertes Küstenmanagement und ist seit 2015 Vorsitzender im Friesenverein Pellworm.